# Rafael Gastón Burillo
Rafael Gastón Burillo (Saragossa, 1908 - Saragossa, 15 de novembre de 1963) va ser un filòleg, llatinista, esperantista, advocat i estudiós de l'aragonès.
Va compaginar l'exercici de l'advocacia amb la seva vocació lingüística. Així, va ser professor de Llengües Clàssiques a la Universitat de Saragossa i estudiós de l'Aragó des de diferents disciplines, com la història, l'etnografia, la literatura, el dret i la sociologia. És autor de diverses edicions de texts sobre llengua espanyola, gramàtica històrica i llengua grega.
Rafael Gastón forma part d'una nissaga d'intel·lectuals esperantistes aragonesos. El seu pare va ser l'advocat Emilio Gastón Ugarte, principal organitzador del moviment d'acollida que hi va haver a l'estat espanyol de 330 nens austríacs després de la Primera Guerra Mundial. També era germà d'Emilia Gastón Burillo, que és considerada la primera parlant nativa de la llengua auxiliar internacional esperanto del món, així com d'Inés Gastón Burillo, que va ser secretària de la Federació Espanyola d'Esperanto i en va fundar la biblioteca. També és el pare d'Emilio Gastón Sanz, primera persona a exercir el càrrec de Justícia d'Aragó del període democràtic a Espanya.
Manuel Pinillos va dedicar el poema Muerte no decisiva a la memòria de Rafael Gastón Burillo.

## Obres
- Nociones de gramática histórica española (amb José Manuel Blecua Teixeiro), Lib. General, Saragossa, 1937.
- "El latín en la flexión verbal del dialecto cheso", Universidad, XI (1934), p. 273-318.
- Luis López Allué, escritor aragonés.
- Carácteres espirituales aragoneses en la obra de Braulio Foz.